# فرودگاه سوان رویر
فرودگاه سوان رویر (به انگلیسی: Swan River Airport) یک فرودگاه همگانی با کد یاتا ZJN است که یک باند فرود آسفالت دارد و طول باند آن ۱۱۹۹ متر است. این فرودگاه در کشور کانادا قرار دارد و در ارتفاع ۳۳۵ متری از سطح دریا واقع شده است.